# 투쿠만주

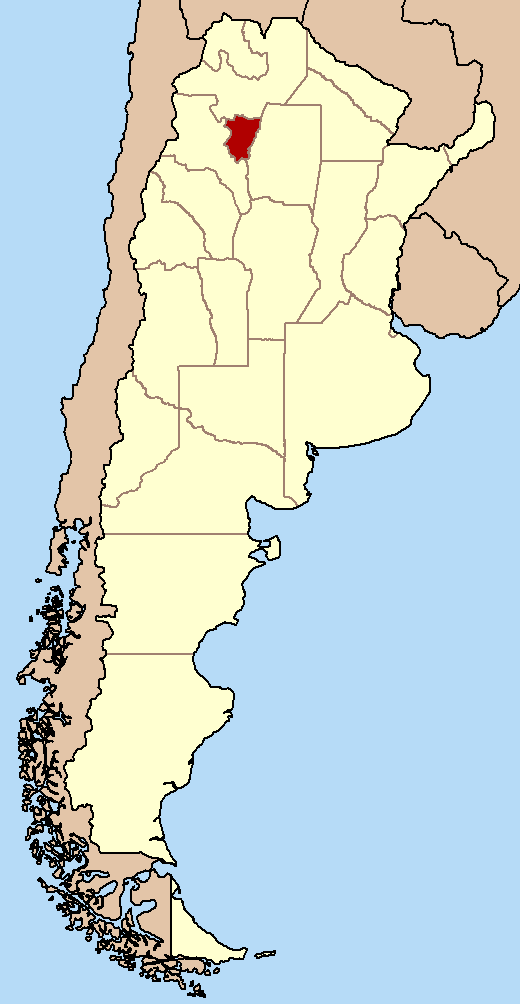
투쿠만 주

투쿠만주(Provincia de Tucumán)는 아르헨티나의 주로, 국토 북서부에 자리 잡고 있다. 주도는 산미겔데투쿠만이다. 17개 군을 관할한다.
인접주로는 북쪽부터 시계방향으로 살타주, 산티아고델에스테로주, 카타마르카주가 있다. 투쿠만 주의 별명은 "공화국의 정원"(El Jardín de la República)이다.

주기
주 문장

## 같이 보기
- 아르헨티나의 주
- 엠파나다